# Lista över mottagare av Guldportföljen
Det här är en lista över mottagare av Guldportföljen. Priset delas ut till elitserien i bandys bästa spelare på varje position: Målvakt, back, halv, mittfältare och anfallare. Guldportföljen initierades av bandytidskriften Magasinet Bandyportföljen år 2014. Pristagarna utses av elitseriens tränare och lagkaptener.

## Säsongen 2013/2014[1][2]
- Årets målvakt: Andreas Bergwall, Västerås SK
- Årets back: Andreas Westh, Bollnäs GIF
- Årets halv: Erik Säfström, Sandvikens AIK
- Årets mittfältare: Johan Esplund, Västerås SK
- Årets anfallare: Christoffer Edlund, Sandvikens AIK

## Säsongen 2014/2015[1]
- Årets målvakt: Andreas Bergwall, Västerås SK
- Årets back: Joakim Svensk, Edsbyns IF
- Årets halv: Erik Säfström, Sandvikens AIK
- Årets mittfältare: Johan Esplund, Västerås SK
- Årets anfallare: Erik Pettersson, Sandvikens AIK

## Säsongen 2015/2016[3]
- Målvakt: Andreas Bergwall, Västerås SK
- Försvarare: Martin Johansson, Villa Lidköping BK
- Ytterhalv: Hans Andersson, Edsbyns IF
- Mittfältare: Daniel Berlin, Bollnäs GoIF
- Anfallare: Christoffer Edlund, Sandvikens AIK

## Säsongen 2016/2017[4]
- Målvakt: Andreas Bergwall, Västerås SK
- Försvarare: Martin Johansson, Villa Lidköping BK
- Ytterhalv: Hans Andersson, Edsbyns IF
- Mittfältare: Johan Löfstedt, Vetlanda BK
- Anfallare: David Karlsson, Villa Lidköping BK

## Säsongen 2017/2018[5]
- Målvakt: Patrik Hedberg, Hammarby IF och Linda Odén, AIK
- Försvarare: Martin Johansson, Villa Lidköping och Stina Ysing, Kareby IS
- Ytterhalv: Erik Säfström, Sandvikens AIK och Alina Zinkevitch, Skutskärs IF BK
- Mittfältare: Johan Löfstedt, Vetlanda BK och Camilla Johansson, Kareby IS
- Anfallare: Christoffer Edlund, Sandvikens AIK och Matilda Svenler, Kareby IS